# Micrurus potyguara
Micrurus potyguara é uma espécie de cobra-coral, um elapídeo do gênero Micrurus. Coral tricolor descrita em 2014 e endêmica da Mata Atlântica do Nordeste Brasileiro, sendo encontrada nos estados de Pernambuco, Paraíba e Rio Grande do Norte. A cabeça tende a ser mais marcada em relação ao corpo, diferente das outras corais, anel branco entre o focinho e os olhos, além de nuca de cor vermelha. Anéis vermelhos separados por tríades de anéis pretos.